# Macliau
Macliau ou Mac-Llau (en latin Macliavus), fut évêque de Vannes après 550 jusqu'à son arrivée sur le trône du Broërec.

## Biographie

### Macliau, l'évêque de Vannes
Canao, frère de Macliau et comte des Bretons, avait tué trois de ses frères afin d'assurer sa toute-puissance sur le trône. Macliau, dernier survivant, était prisonnier de son frère qui voulait également le tuer. Félix, évêque de Nantes, réussit à le libérer sous condition qu'il lui jure fidélité. Canao, apprenant que son frère voulait rompre son serment de fidélité, le poursuivit à nouveau. Macliau, impuissant, s’enfuit auprès de Conomor, un autre comte de la région. 

« Conomor, pressentant l’approche de ses poursuivants, le cacha sous terre dans un caveau et, selon l’usage, fit par-dessus arranger un tumulus, lui réservant un petit soupirail par lequel Macliau pût respirer. Les poursuivants survenant, ils leur dirent : "Voici : ici gît Macliau mort et enterré". Ceux-ci entendant cette nouvelle se réjouissent et boivent sur le tumulus lui-même. Ils annoncèrent alors au frère (Canao) que   Macliau était mort ; entendant cela, Caanao s’empara de tout le royaume... Macliau, surgissant de dessous terre, gagna la ville de Vannes et là, tonsuré, il fut ordonné évêque. »

— Grégoire de Tours Histoire des Francs

### Macliau, le roi
En 560, Canao s'allie avec Chramn, fils et opposant du roi de Francie, Clotaire Ier. Il meurt au cours d'une bataille qui voit s'affronter l'armée de Chramn et celle de Clotaire. 

« Canao étant mort, il (Macliau) apostasia et, ayant laissé pousser ses cheveux, il reprit sa femme qu’il avait abandonnée une fois clerc et avec elle le royaume de son frère. Mais les évêques l’excommunièrent. »

— Grégoire de Tours Histoire des Francs
Le comte Budic, et Macliau se partagent le royaume. La partie correspondant à l'actuelle Cornouaille revient à Budic et le pays de Vannes revient à Macliau. La convention de partage du Royaume prévoit que «celui d’entre eux qui survivrait défendrait les fils de l’autre comme s’ils étaient les siens ». Au moment de ce partage, Budic a un fils, Theuderic, et Macliau s'apprête à devenir père d'un deuxième fils, Jacob le frère de Waroch.
Budic est le premier à mourir et malgré le serment passé, Macliau chasse Theuderic de Bretagne et s'empare de son royaume. En 577, après avoir réuni une armée, Theuderic se lance en guerre contre Macliau. Macliau et son fils Jacob meurent au cours d'un combat de la main de Theuderic. Le fils de Budic reprend son royaume mais laisse le contrôle des terres de Macliau au cadet de ce dernier, Waroch.
Goulven Péron a néanmoins considéré que les récits concernant Macliau étaient plus légendaires qu'historiques et que le personnage de "Macliau de Vannes" avait été construit par Grégoire de Tours, ou par l'une de ses sources, à partir de celui de "Maclocunus", roi de Gwynedd (Maelgwn de Gwynedd) évoqué par Gildas. Quant aux guerres menées par son fils Jacob et l'improbable fils de Budic, Theuderic, elles pourraient renvoyer aux conflits entre "Iacobus" roi de Gwynedd (Iago de Gwynedd) et Theodoric de Bernicie.

### Généalogie
|                        |                        |                        |                        |                        |                        |               |               |                 |                 |                 |                 |                                |                             |                             |                             |                                            |                                            |                                            |                                            |                                            |                                            |       |       | Waroc'h (I)                 |                             |                             |                             |                             |                             |  |  |        |        |        |        |        |        |  |  |        |        |        |        |        |        |  |  |        |        |        |        |        |        |  |  |  |  |  |  |  |  |  |  |  |  |
|                        |                        |                        |                        |                        |                        |               |               |                 |                 |                 |                 |                                |                             |                             |                             |                                            |                                            |                                            |                                            |                                            |                                            |       |       |                             |                             |                             |                             |                             |                             |  |  |        |        |        |        |        |        |  |  |        |        |        |        |        |        |  |  |        |        |        |        |        |        |  |  |  |  |  |  |  |  |  |  |  |  |
|                        |                        |                        |                        |                        |                        |               |               |                 |                 |                 |                 |                                |                             |                             |                             |                                            |                                            |                                            |                                            |                                            |                                            |       |       |                             |                             |                             |                             |                             |                             |  |  |        |        |        |        |        |        |  |  |        |        |        |        |        |        |  |  |        |        |        |        |        |        |  |  |  |  |  |  |  |  |  |  |  |  |
| Conomor Comte de Poher | Conomor Comte de Poher | Conomor Comte de Poher | Conomor Comte de Poher | Conomor Comte de Poher | Conomor Comte de Poher |               |               | Sainte Tréphine | Sainte Tréphine | Sainte Tréphine | Sainte Tréphine | Sainte Tréphine                | Sainte Tréphine             |                             |                             | Macliau Évêque de Vannes Roi du Bro Waroch | Macliau Évêque de Vannes Roi du Bro Waroch | Macliau Évêque de Vannes Roi du Bro Waroch | Macliau Évêque de Vannes Roi du Bro Waroch | Macliau Évêque de Vannes Roi du Bro Waroch | Macliau Évêque de Vannes Roi du Bro Waroch |       |       | Canao Ier Roi du Bro Waroch | Canao Ier Roi du Bro Waroch | Canao Ier Roi du Bro Waroch | Canao Ier Roi du Bro Waroch | Canao Ier Roi du Bro Waroch | Canao Ier Roi du Bro Waroch |  |  | Garçon | Garçon | Garçon | Garçon | Garçon | Garçon |  |  | Garçon | Garçon | Garçon | Garçon | Garçon | Garçon |  |  | Garçon | Garçon | Garçon | Garçon | Garçon | Garçon |  |  |  |  |  |  |  |  |  |  |  |  |
| Conomor Comte de Poher | Conomor Comte de Poher | Conomor Comte de Poher | Conomor Comte de Poher | Conomor Comte de Poher | Conomor Comte de Poher |               |               | Sainte Tréphine | Sainte Tréphine | Sainte Tréphine | Sainte Tréphine | Sainte Tréphine                | Sainte Tréphine             |                             |                             | Macliau Évêque de Vannes Roi du Bro Waroch | Macliau Évêque de Vannes Roi du Bro Waroch | Macliau Évêque de Vannes Roi du Bro Waroch | Macliau Évêque de Vannes Roi du Bro Waroch | Macliau Évêque de Vannes Roi du Bro Waroch | Macliau Évêque de Vannes Roi du Bro Waroch |       |       | Canao Ier Roi du Bro Waroch | Canao Ier Roi du Bro Waroch | Canao Ier Roi du Bro Waroch | Canao Ier Roi du Bro Waroch | Canao Ier Roi du Bro Waroch | Canao Ier Roi du Bro Waroch |  |  | Garçon | Garçon | Garçon | Garçon | Garçon | Garçon |  |  | Garçon | Garçon | Garçon | Garçon | Garçon | Garçon |  |  | Garçon | Garçon | Garçon | Garçon | Garçon | Garçon |  |  |  |  |  |  |  |  |  |  |  |  |
|                        |                        |                        |                        |                        |                        |               |               |                 |                 |                 |                 |                                |                             |                             |                             |                                            |                                            |                                            |                                            |                                            |                                            |       |       |                             |                             |                             |                             |                             |                             |  |  |        |        |        |        |        |        |  |  |        |        |        |        |        |        |  |  |        |        |        |        |        |        |  |  |  |  |  |  |  |  |  |  |  |  |
|                        |                        |                        |                        |                        |                        |               |               |                 |                 |                 |                 |                                |                             |                             |                             |                                            |                                            |                                            |                                            |                                            |                                            |       |       |                             |                             |                             |                             |                             |                             |  |  |        |        |        |        |        |        |  |  |        |        |        |        |        |        |  |  |        |        |        |        |        |        |  |  |  |  |  |  |  |  |  |  |  |  |
|                        |                        |                        |                        | Saint Trémeur          | Saint Trémeur          | Saint Trémeur | Saint Trémeur | Saint Trémeur   | Saint Trémeur   |                 |                 | Waroch II Roi du Bro Waroch    | Waroch II Roi du Bro Waroch | Waroch II Roi du Bro Waroch | Waroch II Roi du Bro Waroch | Waroch II Roi du Bro Waroch                | Waroch II Roi du Bro Waroch                |                                            |                                            | Jacob                                      | Jacob                                      | Jacob | Jacob | Jacob                       | Jacob                       |                             |                             |                             |                             |  |  |        |        |        |        |        |        |  |  |        |        |        |        |        |        |  |  |        |        |        |        |        |        |  |  |  |  |  |  |  |  |  |  |  |  |
|                        |                        |                        |                        | Saint Trémeur          | Saint Trémeur          | Saint Trémeur | Saint Trémeur | Saint Trémeur   | Saint Trémeur   |                 |                 | Waroch II Roi du Bro Waroch    | Waroch II Roi du Bro Waroch | Waroch II Roi du Bro Waroch | Waroch II Roi du Bro Waroch | Waroch II Roi du Bro Waroch                | Waroch II Roi du Bro Waroch                |                                            |                                            | Jacob                                      | Jacob                                      | Jacob | Jacob | Jacob                       | Jacob                       |                             |                             |                             |                             |  |  |        |        |        |        |        |        |  |  |        |        |        |        |        |        |  |  |        |        |        |        |        |        |  |  |  |  |  |  |  |  |  |  |  |  |
|                        |                        |                        |                        |                        |                        |               |               |                 |                 |                 |                 | Canao II Roi du Bro Waroch (?) |                             |                             |                             |                                            |                                            |                                            |                                            |                                            |                                            |       |       |                             |                             |                             |                             |                             |                             |  |  |        |        |        |        |        |        |  |  |        |        |        |        |        |        |  |  |        |        |        |        |        |        |  |  |  |  |  |  |  |  |  |  |  |  |

### Sources
- Liste Chronologique des Évêques de Vannes, diocèse de Vannes.
- Grégoire de Tours Histoire des Francs Tomes I & II Les Belles Lettres Editeur Denoël 3e édition (1974)
- (en) Peter Bartrum, A Welsh classical dictionary : people in history and legend up to about A.D. 1000, Aberystwyth, National Library of Wales, 1993, p. 493 MACLIAU, Count of Bro Weroc, c.560-577.
- André Chédeville & Hubert Guillotel, La Bretagne des saints et des rois : Ve – Xe siècle, Rennes, Ouest-France Université, 1984 (ISBN 2858826137), p. 71-72,76,81,139,459.
- Noël-Yves Tonnerre, Naissance de la Bretagne, Angers, Presses de l'Université d'Angers, 1994 (ISBN 978-2903075583), p. 167-168
- Bernard Merdrignac, D'une Bretagne à l'autre. Les migrations bretonnes entre histoire et légendes, Rennes, Presses universitaires de Rennes, 2012, 292 p. (ISBN 9782753517769), p. 119-120,184-85,213,217
- (la) Jean-Barthélemy Hauréau, Gallia Christiana, vol. XIV Provincia Turonensi, Paris, Firmin-Didot, 1856, p. 916-917 Ecclesia Venentesis V Macliavus.